# Прокляття фараонів

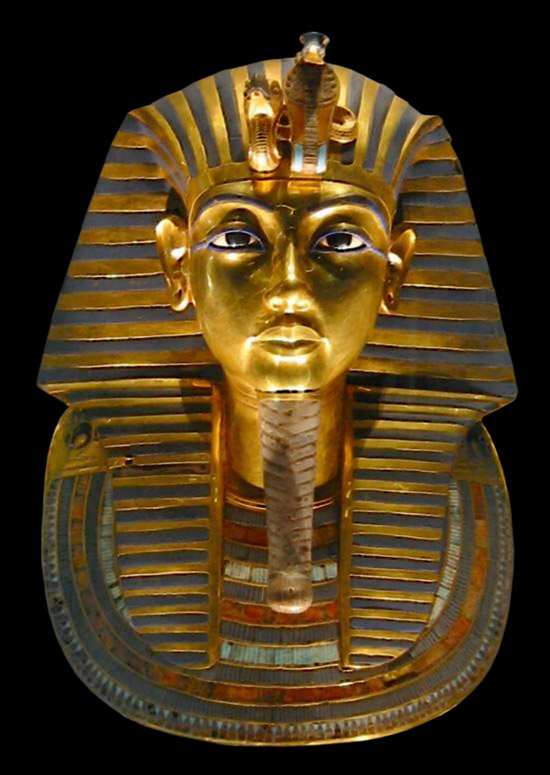
Посмертна маска Тутанхамона. Каїр, Єгипетський музей

25°45′00″ пн. ш. 32°36′51″ сх. д. / 25.75° пн. ш. 32.6143° сх. д.
Прокляття фараонів — прокляття, яке нібито осягає всякого, хто торкається могил царських осіб і мумій Стародавнього Єгипту. Прокляття переважно зв'язується з випадками смерті, які траплялися впродовж кількох наступних років після відкриття могили Тутанхамона, що відбулося в 1922..
Іноді прокляття відносять і до розкриття старих поховань за межами Єгипту — могили Тамерлана в Самарканді (1941), гробниці Казимира ІІІ у Кракові (1973), мумії Етці в Альпах (1991).
Магічна природа «прокляття» заперечується наукою.

## Історія
Багато в чому формування легенди про прокляття зобов'язане журналістам і письменникам, натхненим галасом навколо виявлення могили Тутанхамона.
Гробницю фараона виявили 6 листопада 1922 англійці — археолог і єгиптолог Говард Картер і збирач старожитностей Джордж Карнарвон.
Зародження легенди про прокляття ґрунтується на забобоні, чутках, помилкових інтерпретаціях та нерозумінні старих єгипетських текстів і невірному їх тлумаченні на тлі передчасних смертей 22 осіб (з яких 13 брали участь в відкритті гробниці Тутанхамона, а інші були їх близькими) до 1929 року..
Найбільш детально розробив легенду про прокляття археолог Артур Вейгалл, який багато років прожив в Єгипті, автор багатьох біографій, сценаріїв і популярних романів про історію Стародавнього Єгипту, який працював спеціальним кореспондентом в газеті «Дейлі Мейл». Він повідомив, що за шість тижнів до смерті Карнарвона він спостерігав графа, котрий, коли археологи вперше увійшли до гробниці фараона, перебував у веселому настрої, сміявся і жартував. Присутній при цьому як глядач Вейгалл сказав сусідньому репортерові (Генрі В. Мортону): «Якщо він спуститься туди з таким настроєм, я даю йому не більше шести тижнів життя». Крім того, Вейгалл зіставив спірні факти, що гнійна ранка на щоці графа перебувала в тому самому місці, що й шрам на обличчі покійного фараона. При першому розтині мумії Тутанхамона, що проводив доктор Дуглас Деррі, було знайдено зарубцьований шрам на лівій щоці біля вуха, але оскільки Карнарвон був похований шістьма місяцями раніше, вже не було можливості визначити, чи дійсно місце розташування ранки на тілі фараона збігається з місцем фатального укусу комара на обличчі Карнарвона. Іншим елементом легенди, описаним Вейгаллом, став збій в електромережі Каїра, через який у всьому місті в день смерті лорда нібито відключилася електрика, що нібито було підтверджено британським комісаром в Єгипті фельдмаршалом Алленбі і причини якого так і не були встановлені.
Слід зазначити, що Артур Уейгалл знаходився не в самих дружніх відносинах як з лордом, що передав ексклюзивні права висвітлювати розкопки гробниці «Таймс», позбавивши інші газети можливості збирати інформацію, так і з Говардом Картером, людиною впертою і запальною, чиї методи роботи він не схвалював.
Сер Артур Конан Дойл, висловивши свою особисту думку на користь існування прокляття, припустив, що смерть лорда Карнарвона була викликана якимись «елементалями», створеними жерцями Тутанхамона, щоб охороняти царську гробницю, і це ще більше розпалило інтерес у засобах масової інформації. Дане знаменитим шановним письменником пояснення було досить гнучким, і при бажанні могло вкластися як у наукову, так і в містичну версії події.
Основні факти, викладені адептами «прокляття», наступні:
1. Лорд Карнарвон помер через 4 місяці після того, як побував в гробниці[5];
2. Через кілька днів після Карнарвона помер археолог Артур Мейс;
3. Незабаром загинув рентгенолог Арчибальд Дуглас-Рейд;
4. Через кілька місяців помер американець Джордж Гоулд, який також побував у гробниці;
5. 1923 р. від зараження крові помер єдинокровний брат Карнарвона мандрівник і дипломат полковник Обрі Герберт;
6. В тому ж році був присутнім на відкритті гробниці член єгипетської королівської сім'ї принц Алі Камель Фахмі Бей, який був застрелений своєю дружиною;
7. 1924 р. в Каїрі був застрелений генерал-губернатор Судану сер Лі Стек;
8. 1928 р. несподівано помер секретар Картера Річард Бартель;
9. 1930 р. батько Бартела сер Річард, барон Вестбері, викинувся з вікна;
10. 1930 р. заподіяв собі смерть зведений брат Карнарвона.

Повідомлення про смерть леді Альміни Карнарвон від укусу невідомої комахи у віці 61 року є помилковим, оскільки вона померла у віці 93 років в 1969 році.
Деякі захисники також наводять той факт, що Марія Кореллі опублікувала на початку квітня 1923 попередження археологам і померла приблизно через рік після публікації статті.

## Критика
У навколонауковому середовищі, на противагу магічному поясненню прокляття, стали робитися спроби логічного обґрунтування причин смерті людей, що відвідали усипальниці або стикалися з муміями. Виділяються три ймовірні основні причини:
- Дія отрути, закладеної в саркофаг при похованні;
- Дія радіоактивних елементів, що знаходяться в могилі;
- Дія грибка, що живе в могильній цвілі.

Як відзначають противники містичної версії, фактично середній вік шести з 12 учених, які брали участь у розтині гробниці, становив 74,4 року. Так, Дж. Г. Брестеду було вже 70 років, Н. Г. Дейвісу — 71, а  А. Гардінеру — 84 роки. Швидкі ж смерті літніх вчених не мають під собою нічого дивного.
57-річний Карнарвон помер, судячи з усього, від гарячки, яку спричинила будь-яка інфекційна хвороба, на яку неважко було заразитися в Єгипті, тим більше літній людині.
Картер, який, здавалося б, першим повинен був впасти жертвою «прокляття», помер через 16 років після розтину відкриття, в 1939 р., у віці 64 років, і природні причини його смерті не заперечують і самі адепти «прокляття». Дочка Карнарвона леді Евелін, попри те, що спускалася в гробницю і була присутня при відкритті саркофага, прожила 79 років.
Нарешті, єгиптологи вказують, що в єгипетській релігійній та магічній практиці не було самого поняття «прокляття», а безліч людей, що займалися розкриттям гробниць крім гробниці Тутанхамона (всього було виявлено близько 800 мумій), не відчувало у зв'язку з цим ніяких проблем містичного характеру. У створенні легенди звинувачують журналістів, які робили сенсацію з кожної смерті людини, пов'язаної з відкриттям.